# Ectropis cinerea
Ectropis cinerea là một loài bướm đêm trong họ Geometridae.